# Union der rechten Parteien
Die Union der rechten Parteien war ein israelisches Parteienbündnis aus den rechts-religiösen Parteien HaBajit haJehudi und Tkuma. Die Liste wurde im Februar 2019 gegründet; ursprünglich gehörte ihr auch die Partei Otzma Jehudit an, die die Union der rechten Parteien allerdings im Juni 2019 verließ. Der Vorsitzende des Bündnisses war Rafi Peretz. Das Wahlbündnis vertritt die Interessen der jüdischen Siedler im Westjordanland und lehnt einen Palästinenser-Staat strikt ab.

## Geschichte
Bereits bei den Knesset-Wahlen 2013 und 2015 hatten sich die beiden nationalreligiösen Parteien HaBajit haJehudi und Tkuma unter ihren Vorsitzenden Naftali Bennett und Uri Ariel darauf verständigt, dass beide Parteien als Wahlbündnis mit einer gemeinsamen Liste antreten. Auch für die Wahl im April 2019 verständigten sich die neuen Vorsitzenden der beiden Parteien, Rafi Peretz und Bezalel Smotrich, darauf, wieder als gemeinsame Liste anzutreten. Jedoch zeigten Umfragen im Februar 2019, dass es HaBajit haJehudi und Tkuma wegen der neuen rechtsgerichteten Pro-Siedler-Partei HaJamin HeChadasch, die von dem ehemaligen Vorsitzenden von HaBajit haJehudi, Naftali Bennett, angeführt wird, schwer haben könnten, die 3,25-Prozent-Hürde zu überschreiten. Daher schlossen die beiden Parteien ein Wahlbündnis mit der ultrarechten Partei Otzma Jehudit. Insbesondere Ministerpräsident Netanjahu drängte die Parteien, sich zusammenzuschließen, um sicherzustellen, dass seinen potenziellen Koalitionspartnern der Einzug ins Parlament gelingt.
Bei der Wahl im April 2019 erreichte die Union der rechten Parteien 3,70 % der Stimmen und 5 Sitze in der Knesset. HaJamin HeChadasch gelang der Einzug in die Knesset hingegen nicht. Bezalel Smotrich wurde daraufhin zum Verkehrsminister und Rafi Peretz zum Bildungsminister ernannt.
Im Juni 2019 verließ Otzma Jehudit das Bündnis. Als Grund wurden fehlende Wertschätzung und die Nicht-Einhaltung einer Rotationsvereinbarung, die besagte, dass Vertreter der beiden anderen Parteien aus der Knesset zurücktreten, sollten sie Ministerposten erhalten, damit Otzma-Politiker Itamar Ben-Gvir als Abgeordneter in die Knesset einziehen kann, genannt.
Am 29. Juli 2019 einigte sich die Union der rechten Parteien mit HaJamin HeChadasch, gemeinsam bei der Parlamentswahl im September 2019 anzutreten. Ajelet Schaked führte die gemeinsame Wahlliste Jamina an.
Bei der Knesset-Wahl im März 2020 trat die Union der rechten Parteien erneut gemeinsam mit HaJamin HeChadasch an. Spitzenkandidat war Naftali Bennett.